# ميلان فان ايفيك
ميلان فـان ايفيك (بالهولندية: Milan van Ewijk)‏ هو لاعب كرة قدم هولندي في مركز ظهير ‏، ولد في 8 سبتمبر 2000 في أمستردام في هولندا. لعب مع أدو دين هاغ.

## وصلات خارجية
- ميلان فـان ايفيك على موقع قاعدة بيانات كرة القدم.إي يو (الإنجليزية)
- ميلان فـان ايفيك على موقع Soccerway.com (الإنجليزية)
- ميلان فـان ايفيك على موقع عالم كرة القدم.نت (الإنجليزية)